# Ачапняк
Ачапняк (арм. Աջափնյակ – «Правобережный») — административный район Еревана. Расположен на правом берегу Раздана. Граничит с Арабкиром с востока, Давташеном с северо-востока, Кентроном с юго-востока и Малатией-Себастией с юга. Ачапняк также имеет общие границы с Армавирской областью и Арагацотнской областью на западе и с Котайкской областью на севере.

## Описание района
Расположенный к северо-западу от центра города, Ачапняк имеет общие границы с районами Арабкир с востока, Давташен с севера, Кентрон с юго-востока и Малатия-Себастия с юга. Река Раздан образует естественную границу района с востока. Ачапняк также имеет общие границы с областями Армавир и Арагацотн с запада и Котайк с севера.
Ачапняк, занимающий площадь 25 км² (11,21% площади города Еревана), является 4-м по величине районом Еревана по площади. Ачапняк в переводе с армянского буквально означает правый берег, что указывает на расположение района на правом берегу реки Раздан. Неофициально он разделен на более мелкие кварталы, такие как: микрорайон Ачапняк, Норашен, Назарбекян, Силикян, Лукашин, Ваагни, Анастасаван и Черемушки. Площадь Кеворка Чавуша и улица Алабяна составляют ядро района. Другие примечательные улицы района - улица Кеворк Чавуш, улица Шираза, улица Башинджагяна, улица Мовсеса Силикяна и шоссе Аштарак. Ачапняк отделен от Кентрона и Малатии-Себастии Ленинградской улицей.
Многие парки в Ачапняке были пополнены во 2-м десятилетии 21-го века, чтобы стать основным направлением для жителей Еревана, например, парк Туманяна, парк Буэнос-Айреса и Парк освободителей.

## Историко-архитектурные объекты
Список объектов, находящихся под охраной государства:
| Название                    | Оригинальное название            | Изображение | Дата постройки              | Адрес                                 | Примечания                                |
| --------------------------- | -------------------------------- | ----------- | --------------------------- | ------------------------------------- | ----------------------------------------- |
| Башня                       | арм. ԱՇՏԱՐԱԿ                     |             | XV век до н. э.             | На старом кладбище Ачапняка           |                                           |
| Городище                    | арм. ԲՆԱԿԱՏԵՂԻ                   |             | II тысячелетие до н. э.     | В юго-западной части квартала Силикян |                                           |
| Мавзолей 1                  | арм. դամբարան 1                  |             | II-I тысячелетия до н. э.   | В юго-западной части квартала Силикян |                                           |
| Мавзолей 2                  | арм. դամբարան 2                  |             | II-I тысячелетия до н. э.   | В юго-западной части квартала Силикян |                                           |
| Мавзолей 3                  | арм. դամբարան 3                  |             | II-I тысячелетия до н. э.   | В юго-западной части квартала Силикян |                                           |
| Вишапакар                   | арм. ՎԻՇԱՊԱՔԱՐ                   |             | III-II тысячелетие до н. э. | ул. Маргарян 2                        | Перед Ереванским институтом физики НАН РА |
| Пещерное жилище «Ачапняк 1» | арм. ՔԱՐԱՅՐ-ԿԱՑԱՐԱՆ «ԱՋԱՓՆՅԱԿ-1» |             | XIV-XII века до н. э.       | На правом берегу реки Раздан          | Возле Института физики НАН РА             |
| Пещерное жилище «Ачапняк 2» | арм. ՔԱՐԱՅՐ-ԿԱՑԱՐԱՆ «ԱՋԱՓՆՅԱԿ-2» |             | XIV-XIII века до н. э.      | На правом берегу реки Раздан          | Возле Института физики НАН РА             |
| Пещерное жилище «Ачапняк 3» | арм. ՔԱՐԱՅՐ-ԿԱՑԱՐԱՆ «ԱՋԱՓՆՅԱԿ-3» |             | XVI век                     | На правом берегу реки Раздан          | Возле Института физики НАН РА             |
| Пещерное жилище «Ачапняк 4» | арм. ՔԱՐԱՅՐ-ԿԱՑԱՐԱՆ «ԱՋԱՓՆՅԱԿ-4» |             | XVI век                     | На правом берегу реки Раздан          | Возле Института физики НАН РА             |

## Экономика
Ачапняк, в основном, является домом для небольших предприятий розничной торговли и сервисных центров с небольшой промышленной зоной в восточной части района, на границе с Малатией-Себастией.
Большинство промышленных предприятий района были открыты в первое десятилетие XXI века. Однако Коньячный завод Прошян, основанный в 1885 году, работает на своих нынешних объектах в Ачапняке с 1980 года. В настоящее время в районе действует много крупных промышленных предприятий, таких как завод по производству электронных устройств Thermomex, основанный в 1987 году, завод по производству изделий из дерева Karitas, основанный в 1995 году. , Asa завод по производству кондитерских изделий, основанный в 1997 году, Завод минеральной воды Waterlok Aparan, основанный в 2000 году, Завод алюминиевых конструкций Prof Al, основанный в 2002 году, Завод по производству молочных продуктов Biokat, основанный в 2003 году, Завод металлических труб Profmet, основанный в 2004 году, Завод Aparan-Tan + для молочных продуктов и минеральной воды, основанная в 2004 году, завод металлопластиковых конструкций Mega Shin, основанный в 2005 году, фабрика мороженого Elit Shant, основанная в 2007 году, предприятие по производству пищевых продуктов Martin Star, основанное в 2007 году, горнодобывающая компания Amelia, основанная в 2008 году, завод Gary Plast основан в 2012 году, а завод по производству металлорежущих станков в Ерфрезе основан в 2016 году. Многие другие мелкие предприятия по производству продуктов питания, одежды, электронных устройств.

## Образование
По состоянию на 2016-17 годы в районе было 20 общеобразовательных школ, а также 4 частные школы, среди которых известная международная школа QSI в Ереване (открыта в 1995 году). Также в районе действует профессионально-техническое училище.
В районе действуют многие высшие учебные заведения, такие как Ереванский университет Айбусак (открыт в 1990 году) и Ереванский сельскохозяйственный университет (открыт в 1992 году).
В Ачапняке расположен научно-исследовательский центр Ереванского физического института, основанный в 1943 году. В 1993 году в районе открылась Военная академия имени Монте Мелконяна, а в 2011 году центр креативных технологий «Тумо».

## Галерея
- Частный дом в Ачапняке
- Парк Буэнос-Айреса
- Суд общей юрисдикции Ачапнякского и Давташенского районов
- Парк Туманяна
- Центр творческих технологий Тумо
- Ануш и Саро
- Лореци Сако